# Исаев, Мирбагир
Мирбагир Исаев (азерб. Mirbağır İsayev; 13 марта 1974, Баку) — азербайджанский футболист, центральный полузащитник, тренер. Выступал за сборную Азербайджана.

## Биография

### Карьера игрока
Начал выступать на взрослом уровне в первом сезоне независимого чемпионата Азербайджана за клуб «Азнефтьяг» (Баку). Спустя сезон перешёл в «Нефтчи», где провёл три года, в сезоне 1994/95 стал бронзовым призёром чемпионата и обладателем Кубка Азербайджана. В 1995—1996 годах играл за армейский клуб ОИК. В 1996 году перешёл в «Карабах», провёл в клубе три сезона и в сезоне 1996/97 стал серебряным призёром чемпионата. В конце карьеры играл за «АНС Пивани», «Шамкир» и снова за «Карабах», но нигде не смог закрепиться и в 27-летнем возрасте завершил карьеру. С «Шамкиром» в сезоне 2000/01 стал чемпионом Азербайджана, но сыграл только 4 матча.
Всего в высшей лиге Азербайджана сыграл 151 матч и забил 17 голов.
В национальной сборной Азербайджана дебютировал 19 апреля 1994 года в товарищеском матче против Мальты (0:5), отыграв все 90 минут. Следующие матчи за сборную сыграл только через три года. Первый гол за сборную забил 5 июня 1999 года в ворота Лихтенштейна (4:0). Всего в 1994—1999 годах сыграл 10 матчей и забил один гол.
Позднее также выступал в мини-футболе. По состоянию на 2002 год играл за «Гёмрюкчю» и сборную Азербайджана.

### Карьера тренера
На рубеже 2000-х и 2010-х годов тренировал клуб первой лиги «Абшерон», приводил его к победе в турнире. Во второй половине 2011 года возглавлял «Кяпаз», но после нескольких недель работы покинул клуб из-за вмешательства руководства клуба в работу тренера. В 2013 году был назначен главным тренером юношеской (до 17 лет) сборной Азербайджана, в 2015 году подавал в отставку после неудачного выступления команды на чемпионате Европы, но позднее снова работал её тренером. В 2018 году назначен тренером юношеского состава бакинского «Нефтчи».